# دوبلیتس
دوبلیتس (به آلمانی: Döblitz) یک منطقهٔ مسکونی در آلمان است که در لبیون-وتین واقع شده‌است. دوبلیتس ۱۶۲ نفر جمعیت دارد.

## نگارخانه

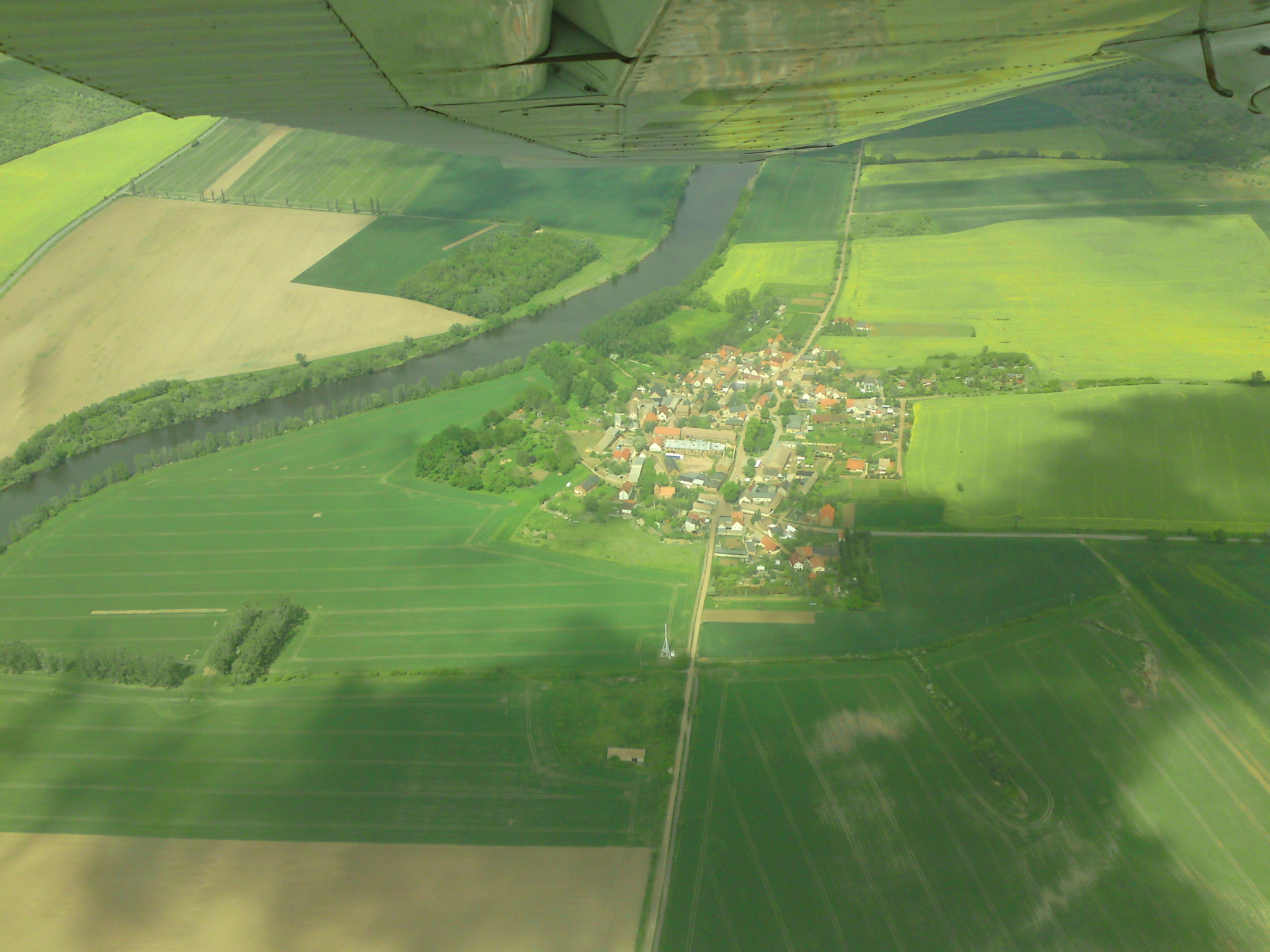
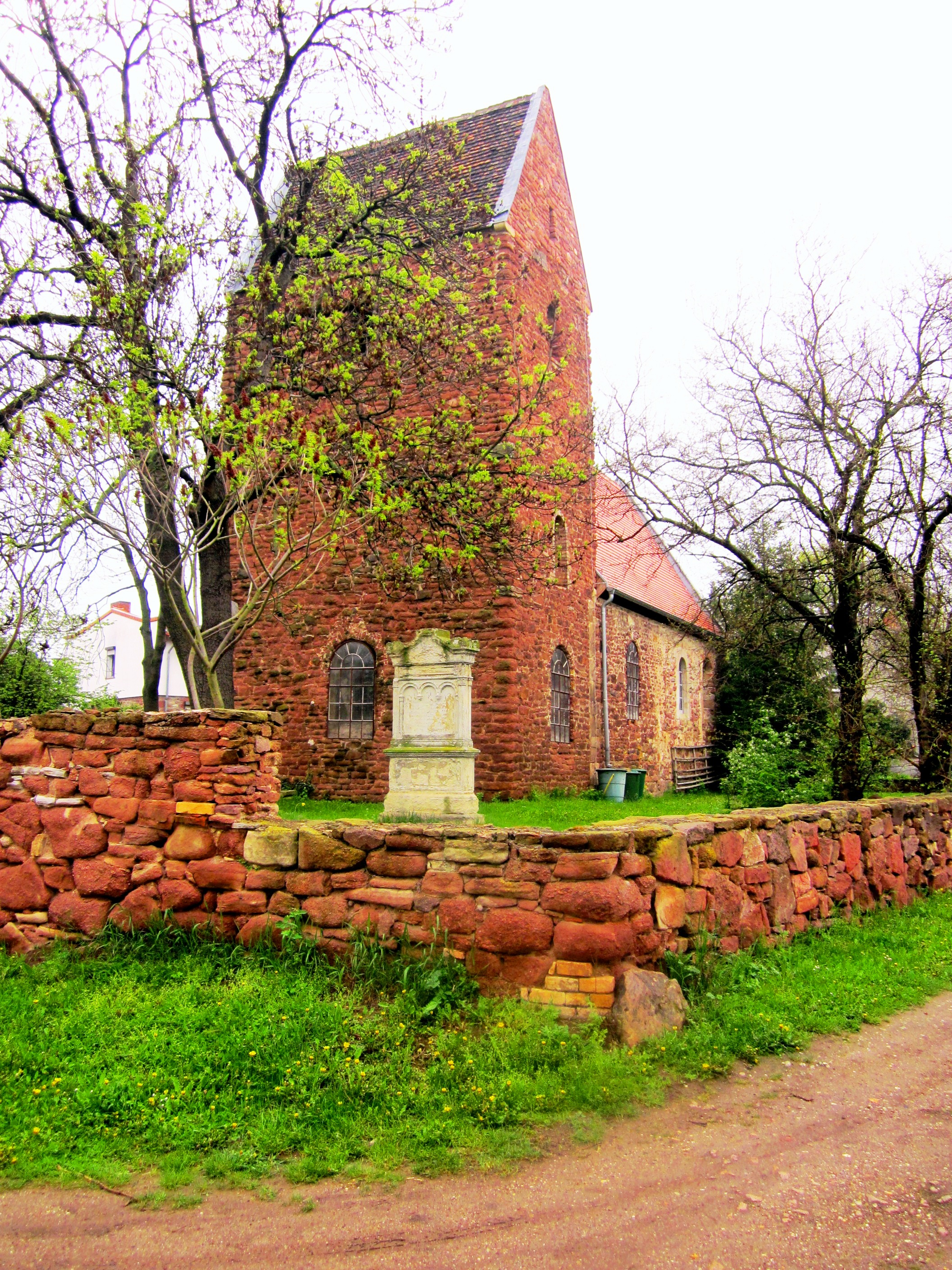
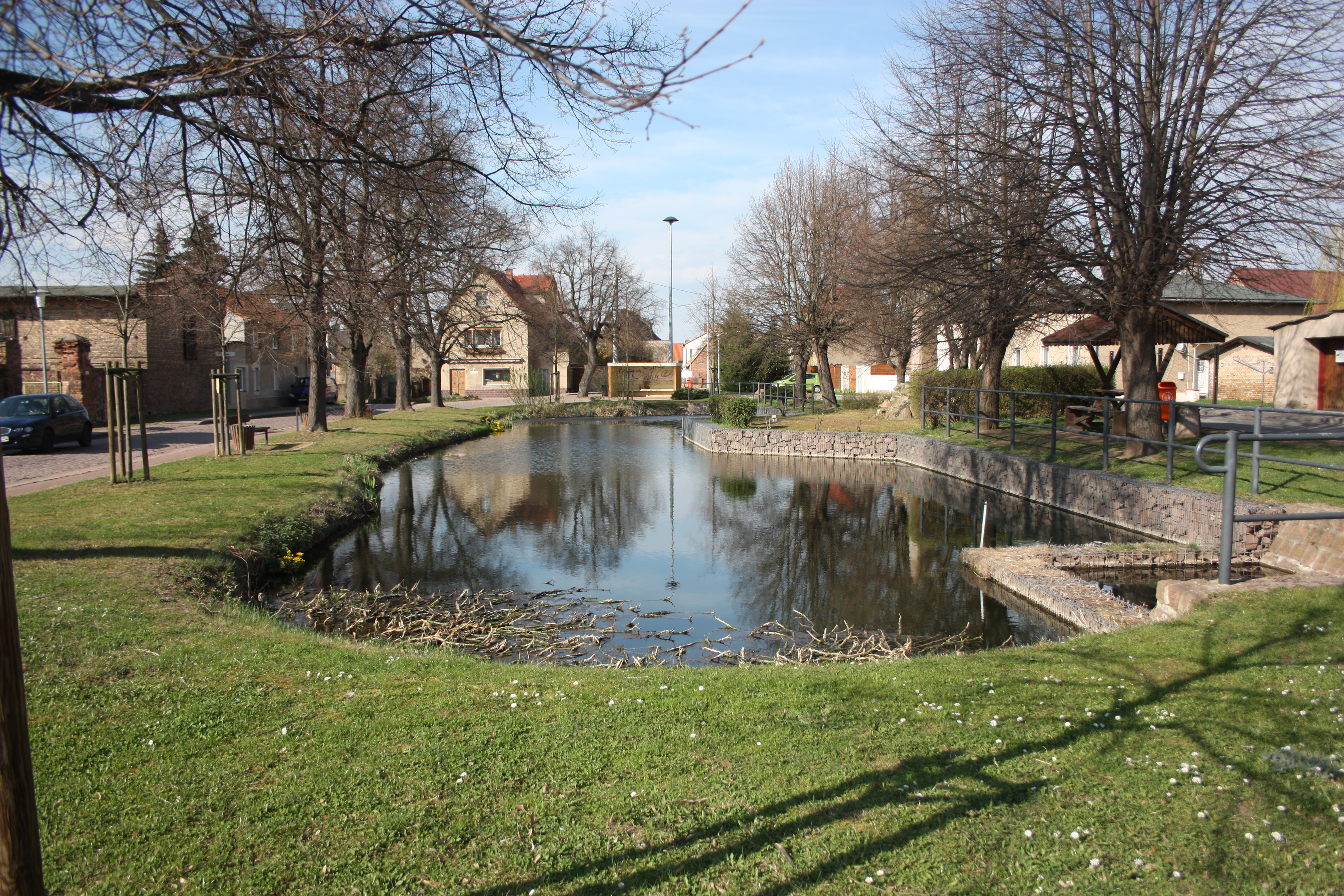